# Rijeka Crnojevića
Rijeka Crnojevića (en serbocroata: Rijeka Crnojevića / Ријека Црнојевића, lit. 'río de los Crnojević') es un pueblo en el municipio de Cetiña de Montenegro. 

## Geografía
El pueblo se encuentra a orillas del río homónimo, cerca de la costa del lago Skadar, a 8 km de Cetiña y a 20 km de Podgorica.

## Historia
Los otomanos capturaron Žabljak Crnojevića en 1478 después de derrotar al ejército principal de Iván Crnojević a finales de 1477 o principios de 1478. Iván trasladó su sede a Obod (fortificada por él en 1475), que pronto pasó a llamarse Rijeka Crnojevića y se convirtió en la nueva capital de Montenegro.
Durante el siglo XIX y principios del siglo XX, Rijeka Crnojevića fue el puerto montenegrino más grande y un importante centro comercial. Rijeka Crnojevića fue la sede histórica de Rijeka nahija, una de las cuatro unidades territoriales del Montenegro Viejo.

## Demografía
La evolución demográfica de Rijeka Crnojevića entre 1948 y 2011 fue la siguiente:
| 596                                                     | 632 | 804 | 587 | 484 | 327 | 216 | 175 |
| (Fuente: Population of Montenegro since Yugoslav times) |     |     |     |     |     |     |     |

La distribución étnica que arrojó ese mismo censo de 2011 rebeló que el 68 % de la población era montenegrina, un 20 % estaba formada por serbios, un 3,4 % se identificaban como serbios y montenegrinos y el 8,6 % restante pertenecía a otras etnias.

## Economía
El sector económico más importante es la pesca, aunque en los últimos años la localidad ha perdido mucha población en favor de las cercanas Cetiña o Podgorica. El turismo todavía no está muy desarrollado en el pueblo, principalmente ligado al turismo de naturaleza.

## Infraestructura

### Arquitectura, monumentos y lugares de interés
Rijeka Crnojevića es conocida por su arquitectura y sus casas de piedra, algunas de las cuales datan de los siglos XVII y XVIII (aunque la mayoría datan del siglo XIX). El símbolo del pueblo es el Puente Viejo (Stari most), construido por el príncipe Danilo I en 1853.

### Transporte
La carretera de acceso a la ciudad es estrecha y, a menudo, sólo se puede acceder a ella por un carril.